# Światowy Dzień Chorego
Światowy Dzień Chorego – święto chrześcijańskie obchodzone corocznie 11 lutego, ustanowione przez papieża Jana Pawła II w dniu 13 maja 1992 roku w liście do przewodniczącego Papieskiej Rady ds. Duszpasterstwa Służby Zdrowia kardynała Fiorenza Angeliniego. Miało to miejsce w 75. rocznicę objawień fatimskich i w 11. rocznicę zamachu na życie świętego papieża.

## Obchody i cele
Święto obchodzone jest w dniu wspominania w Kościele powszechnym pierwszego objawienia Maryi w Lourdes.
Ogólnoświatowe obchody tego Dnia odbywają się co roku w którymś z sanktuariów maryjnych na świecie.
Jan Paweł II w liście ustanawiającym Światowy Dzień Chorego stwierdził, że obchodzenie tego święta ma „na celu uwrażliwienie Ludu Bożego i – w konsekwencji – wielu katolickich instytucji działających na rzecz służby zdrowia oraz społeczności świeckiej na konieczność zapewnienia jak najlepszej opieki chorym; pomagania chorym w dostrzeżeniu wartości cierpienia na płaszczyźnie ludzkiej, a przede wszystkim na płaszczyźnie nadprzyrodzonej; włączenia w duszpasterstwo służby zdrowia diecezji, wspólnot chrześcijańskich, rodzin zakonnych; popierania coraz bardziej owocnej służby wolontariatu; przypominania o potrzebie duchowej i moralnej formacji pracowników służby zdrowia; ukazywania znaczenia opieki duchowej nad chorymi ze strony kapłanów diecezjalnych i zakonnych, jak również tych wszystkich, którzy żyją i pracują obok cierpiących.”

### Miejsce obchodów[4]
- 1993 – Lourdes (Francja)
- 1994 – Częstochowa (Polska)

- 1995 – Jamusukro (Wybrzeże Kości Słoniowej)
- 1996 – Guadalupe płn. część (m. Meksyk)
- 1997 – Fatima
- 1998 – Loreto
- 1999 – Harissa (Liban)
- 2000 – Rzym (święto połączone z Jubileuszem Chorych)
- 2001 – Sydney (Australia)
- 2002 – Velankanni (Vailankanni, Indie)
- 2003 – Waszyngton (USA)
- 2004 – Lourdes (Francja)
- 2005 – Jaunde (Kamerun)
- 2006 – Adelaide (Australia)
- 2007 – Seul (Korea Południowa)
- 2008 – Lourdes (Francja)
- 2009 – brak
- 2010 – Rzym (Włochy)
- 2011 – brak
- 2012 – brak
- 2013 – Altötting (Niemcy)
- 2019 – Kalkuta (Indie)
- 2020 –